# Кохання з акцентом (фільм)
«Кохання з акцентом» — романтична російсько-грузинська комедія. Геть різні люди, різного віку, з різних сфер та з різними поглядами на життя. Одного дня їх шляхи перетинаються у захопливі пригоди на фоні мальовничих краєвидів Грузії.

## Синопсис
«Кохання з акцентом» — фільм про справжнє кохання: яскраве і пристрасне, зріле і нещадне, наївне і безглузде, щасливе і не дуже. Історії героїв сплітаються в одну велику іронічну комедію про те, що справжня любов не знає ні кордонів, ні законів, ні національностей. Романтичні пригоди таких різних і несхожих один на одного героїв під акомпанемент чарівної південної природи.

## У ролях
| Актор              | Роль                                           |
| ------------------ | ---------------------------------------------- |
| Світлана Бондарчук | -                                              |
| Пилип Янковський   | -                                              |
| Надія Михалкова    | -                                              |
| Ганна Михалкова    | Хельга, співробітниця вільнюського телебачення |
| Микита Єфремов     | -                                              |
| Артур Смольянінов  | -                                              |
| Ірина Пегова       | -                                              |
| Ольга Баблуані     | -                                              |
| Дута Схиртладзе    | -                                              |
| Георгій Кипшидзе   | -                                              |

## Знімальна група
- Режисер — Резо Гігінеішвілі
- Сценаристи — Аліса Хмельницька, Давид Турашвилі, Резо Гігінеішвілі
- Продюсери — Арчіл Геловані, Ігор Мішин
- Композитор — Дато Евгенідзе